# Conus bruguieresi
Conus bruguieresi é uma espécie de gastrópode do gênero Conus, pertencente à família Conidae.